# Decaryella
Decaryella  A.Camus é um género botânico pertencente à família Poaceae, subfamília Chloridoideae, tribo Cynodonteae.
O gênero apresenta uma única espécie. É nativa de Madagascar.

## Espécie
- Decaryella madsgascariensis [A.Camus]